# Менон III
Менон III (грец. Mένων; д/н — бл. 400 до н. е.) — тетрарх Фарсалу у 404—401 роках до н. е. Є героєм діалогу Платона — «Менон»

## Життєпис
Походив з роду Менонідів, що мав давні дружні відносини з Афінами. Онук Менона II, учасника Пелопоннеської війни на боці афінян. Син Алексідама. Народився близько 423 року до н. е. Згідно Платона був учнем Горгія.
404 року до н. е. скористався смертю тагоса Даоха I захопив владу в Фарсалі. Ймовірно спочатку діяв спільно з Лікофроном I, тираном Фер.
402 року до н. е. надав притулок Арістіппу, правителю Лариси, якого повалив Лікофрон I. Під впливом Арістіппа, коханцем якого став, та з огляду на загрозливі амбіції тирана Фер, Менон вирішив атакувати Лікофрона I, але зазнав поразки. Тоді Менон і Арістіп запросили на допомогу Архелая I, царя Македонії. Лише завдяки цьому вдалося завдати поразки тирану Фер.
401 року до н. е. Арістіп умовив Менона долучитися до загону найманців-греків, які повинні були допомогти Кіру Молодшому в боротьбі за владу в Перській імперії. Менон зібрав 100 вершників і 500 пельтастів. По прибуттю до Тапсу за свідченнями Ксенофонта Менон вирішив допомогти цариці Епіаксу відновити владу в Кілікії. але зазнав поразки від Сіеннесіса III, втративши до 100 пельтастів.
Поступово вступив у конфлікт з Клеархом зі Спарти, що здійснював загальне керівництво найманцями. Менон виступав за більш швидкі та рішучі дії. Саме він порадив якнайшвидше перетнути річку Євфрат. Потім брав участь у битві при Кунаксі, де загинув Кір Молодший. Проте перемога найманців над персами дала змогу їм висувати претендента над трон Аріея. Проте останній, що став коханцем Менона, почав перемовини з сатрапом Тіссаферном. В них брав участь Меон, що запропонував тому послуги греків. В свою чергу Тіссаферн вміло посіяв остаточну ворожнечу між Клеархом і Меноном.
Зрештою Менон переконав командувачів найманців почати офіційні перемовини з тіссаферном. На зустріч з тим рушили Менон, Клеарх, Агід з Аркадії, Сократ з Ахайї, Проксен з Беотії, 20 очільників окремих загонів та 200 вояків. Проте усіх було схоплено, очільників загонів та військовиків негайно страчено. Інших відправлено до царя Артаксерка II, яким той наказав відрубати голови, окрім Менона. Згідно Ктесію, протягом року піддавали тортурам й зрештою 400 року до н. е. стратили.

## Родина
Ймовірно його небожем був Менон IV.

## Характеристика
Ксенофонт оцінює Менона як неповажну, марнославну та нечесну юдину, що готова чинити будь-яку несправедливість заради власних амбіцій.